# Петер Марцин
Петер Марцин (слч. Peter Marcin; Ружомберок, 27. март 1966) словачки је глумац, комичар, водитељ, певач и режисер.
Рођен је 27. марта 1966, у Ружомберку. Свој први јавни наступ је имао као трогодишњак. Док је похађао основну школу, почео је ићи на часове клавира у народну школу уметности. Док је похађао гимназију, основао је рок бенд. На високој школи музичких уметности је студирао глуму. За време Плишане револуције, се укључивао у студентски револуцијски покрет. Глумачка каријера Петра Марцина је почела у дублирању. Његова велика улога у дублирању је био командир Рајкер, у серији Звездане стазе. Године 2006, је покренуо једну од најуспешнијих хумористичких серија Комшилук, где игра Франтишка Стромокоцура. Ова серија је била емитована и у иностранству. Учествовао је у плес шоу Плес са звездама. Објавио је албум песама Клаун, из осамдесетих. Уредник је и неколико радијских емисија. Спада међу најпопуларније комичаре и забављаче у Словачкој. Ожењен је и има сина Петра.